# ويليام أرمسترونغ (رسام)
ويليام أرمسترونغ هو رسام كندي، ولد في 28 يوليو 1822 في دبلن في جمهورية أيرلندا، وتوفي في 9 يونيو 1914 في تورونتو في كندا.